# Huayuan (sockenhuvudort i Kina, Jiangsu Sheng, lat 34,08, long 119,45)
Huayuan är en sockenhuvudort i Kina. Den ligger i provinsen Jiangsu, i den östra delen av landet, omkring 230 kilometer norr om provinshuvudstaden Nanjing. Antalet invånare är 26 104. Befolkningen består av 12 994 kvinnor och 13 110 män. Barn under 15 år utgör 21,0 %, vuxna 15-64 år 68 %, och äldre över 65 år 10,0 %.
Runt Huayuan är det tätbefolkat, med 636 invånare per kvadratkilometer. Närmaste större samhälle är Xiaojian, 19,5 km öster om Huayuan. Trakten runt Huayuan består till största delen av jordbruksmark.
Genomsnittlig årsnederbörd är 1 072 millimeter. Den regnigaste månaden är juli, med i genomsnitt 287 mm nederbörd, och den torraste är januari, med 12 mm nederbörd.